# رایان آلبیوسو
رایان آلبیوسو (انگلیسی: Ryan Alebiosu؛ زادهٔ ۱۷ دسامبر ۲۰۰۱) بازیکن فوتبال است.